# Barewalls
A Barewalls é uma empresa de comércio eletrônico de pôsteres e arte que figura entre as líderes mundiais no setor - com sede nos EUA, que vende para o mundo todo, e uma divisão para a América Latina baseada no Brasil. 
Criada em 1996, nos Estados Unidos, a Barewalls foi a primeira empresa a investir no potencial de vender pôsteres e arte pela Internet. Com sede em Saint Genevieve - MO, EUA – a Barewalls é, hoje, uma das maiores empresas do mundo na venda de pôsteres. Atualmente, além de vender seus pôsteres nos EUA através de seu website e da sua parceira, Amazon.com, a Barewalls investe na expansão de seu negócio para outros países.
A Barewalls Brasil  iniciou suas atividades em janeiro de 2008, como pioneira no comércio eletrônico brasileiro no segmento especializado em pôsteres - oferecendo uma variedade inédita de mais de 160 mil itens diferentes aos consumidores brasileiros. Os visitantes da loja online podem navegar entre mais de 50 categorias diferentes, e encontrar seus favoritos em temas como: belas artes, fotografias, cinema, música, peças de publicidade vintage e coleções exclusivas (como capas das revistas Rolling Stone e Time). 